# Kuřecí kung-pao
Kuřecí kung-pao (čínsky v českém přepisu Kung-pao Ťi-ting, pchin-jinem Gōngbǎo Jīdīng, znaky zjednodušené 宫保雞丁) je čínské jídlo původem ze s'-čchuanské kuchyně. Jde o prostý pokrm z kuřecího masa. Tradičně se připravuje tak, že se vykostěné kuře nakrájí na kostky o hraně asi 2 cm, naloží do marinády z tmavé sójové omáčky, vaječného bílku, kukuřičného škrobu, špetky soli a čínského rýžového vína ShaoXing. Poté se maso zprudka leč krátce orestuje v pánvi wok na rozpáleném oleji, a to pokud možno v plamenech, aby bylo dosaženo charakteristické kouřové příchuti zvané wok-hei. Restování má trvat krátkou dobu, aby maso v této fázi přípravy zůstalo uvnitř polosyrové za účelem zachování šťavnatosti. Následně se maso nechá okapat od oleje. Poté se v čerstvém oleji orestuje s'-čchuanský pepř a následně sušené s'-čchuanské chili papričky, zázvor, česnek a jarní cibulka. Někteří kuchaři přidávají trošku pasty pixian (douban djan). Následně se přidají pražené arašídy, do pánve wok se vrátí orestované maso a vše se zalije zálivkou z cukru, světlé i tmavé sojové omáčky, ústřicové omáčky, sezamového oleje a trošky rýžového octa. Směs v pánvi wok se následně krátce zredukuje, aby omáčka zhoustla a dobře obalila maso i zeleninu.
Příprava nemá být rozmanitá – ačkoliv někdo (především v jiných částech světa než v Číně) do jídla přidává i jiné ingredience (např. řapíkatý celer), nejde již v takových případech o pravé Kung Pao a tyto odchylky bývají na škodu.